# Islands fodboldforbund
Knattspyrnusamband Íslands (KSÍ) er Islands nationale fodboldforbund og dermed det øverste ledelsesorgan for fodbold på øen. Det administrerer Landsbankadeild og Islands fodboldlandshold og har hovedsæde i Reykjavik.
Forbundet blev grundlagt i 1947 og blev medlem af FIFA samme år. Det fik også medlemskab i UEFA, da det blev dannet i 1954.

## Ekstern henvisning
- KSI.is

| Fodbold | Spire Denne artikel om en fodboldorganisation er en spire som bør udbygges. Du er velkommen til at hjælpe Wikipedia ved at udvide den. |